# Budzów (Stoszowice)

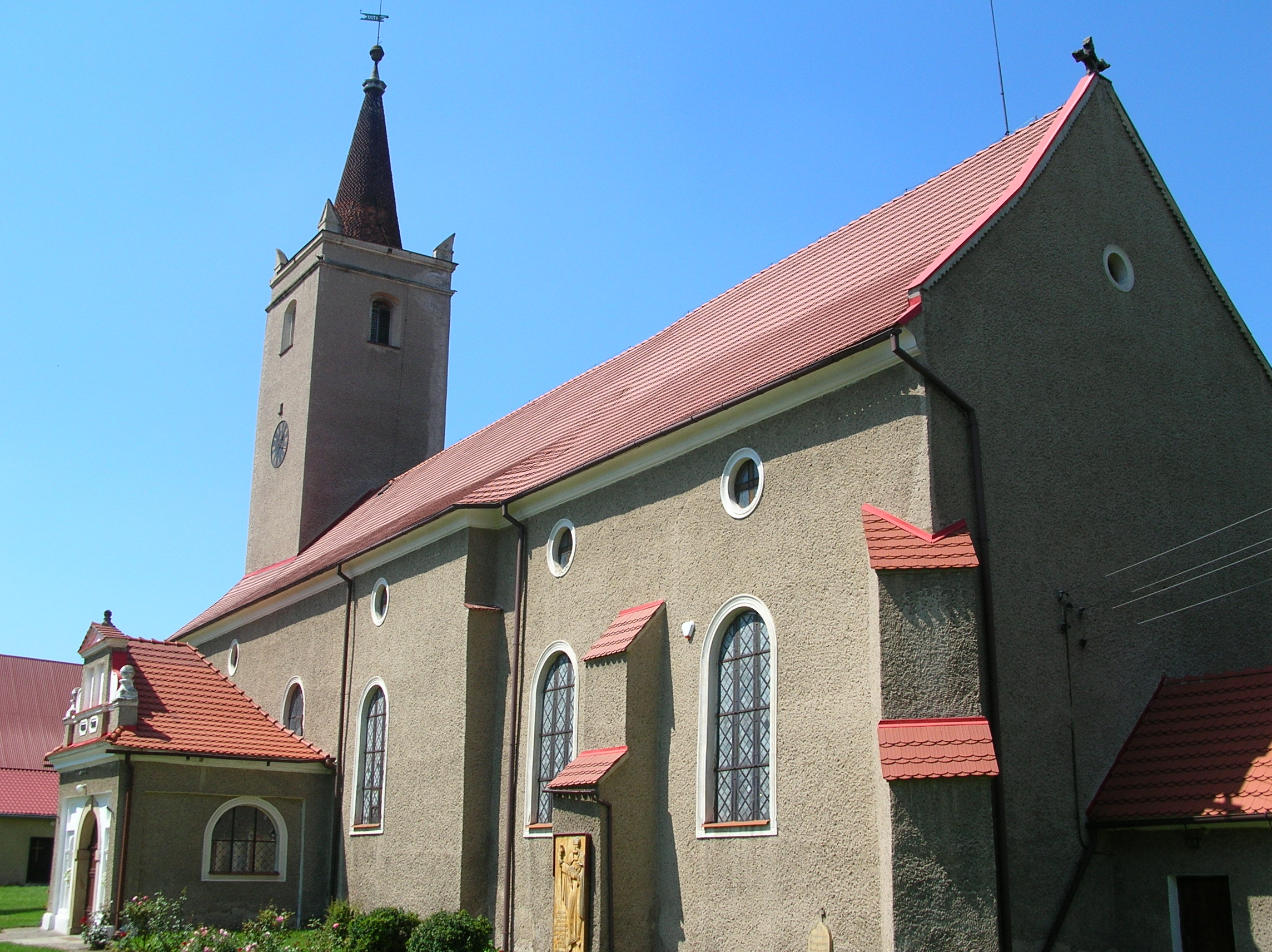
St.-Laurentius-Kirche

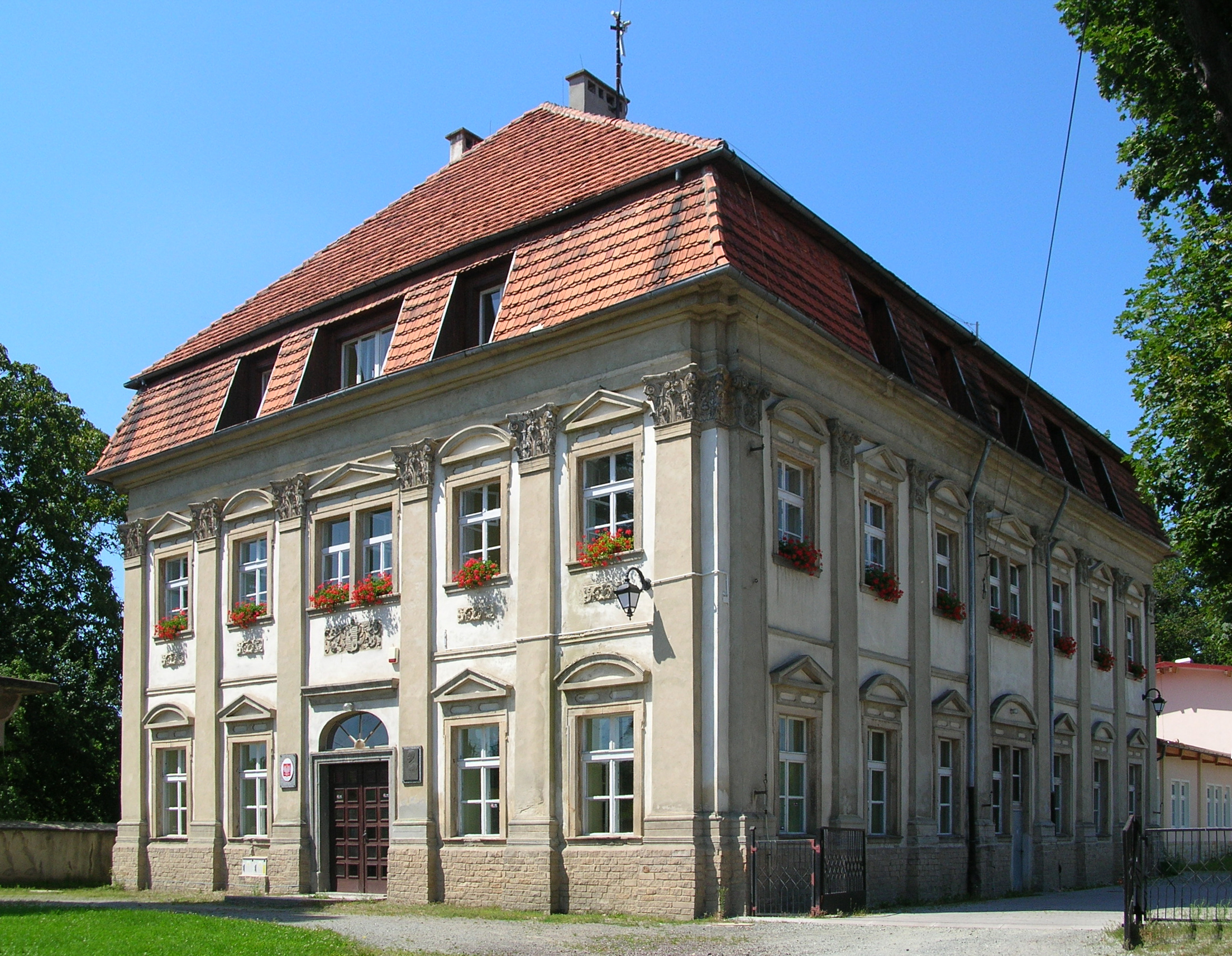
Schloss

Budzów (deutsch Schönwalde) ist ein Ort in der Landgemeinde Stoszowice im Powiat Ząbkowicki der Woiwodschaft Niederschlesien in Polen. Es liegt zehn Kilometer westlich der Kreisstadt Ząbkowice Śląskie.

## Geographie
Budzów liegt zwischen dem Eulen- und dem Warthagebirge an der alten Straße, die über den Pass von Silberberg (Przełęcz Srebrna) nach Böhmen führte. Heute verläuft hier die Landesstraße 385 von Ząbkowice Śląskie nach Nowa Ruda. Nachbarorte sind Różana (Rosenbach) im Norden, Lutomierz und Stoszowice (Peterwitz) im Nordosten, Budzyń (Bautze) und Tarnów (Tarnau) im Osten, Braszowice und Mikołajów (Niklasdorf) im Süden, sowie Srebrna Góra im Südwesten.

## Geschichte
Das Gebiet von Schönwalde lag ursprünglich im Grenzwald, dessen Urbarmachung durch Herzog Heinrich I. von Schlesien veranlasst wurde. 1221 wurde im südlich gelegenen Teil des späteren Schönwalde Bautze angelegt. Um 1240 wurden die Grenzwälder Rudno und Budsin, die dem Kloster Heinrichau gehörten, zusammengelegt, nachdem dort ein Dorf nach Deutschem Recht angelegt werden sollte. Dieses Vorhaben verzögerte sich dadurch, dass sich Graf Peter Stosso vom benachbarten Peterwitz der beiden Wälder bemächtigte. Diese gab er nach Auseinandersetzungen 1254 wieder an das Kloster zurück. Der deutsche Ortsname „Schonenwalde“ ist für das Jahr 1254 belegt. Als der Breslauer Bischof Thomas I. 1263 dem Kloster Heinrichau den Zehnt bestätigte, findet sich dort die Ortsbezeichnung „Sconwald“. 1283 ist mit der Nennung eines Pfarrers Hermanus „de Soniwalt“ die Kirche belegt, die dem hl. Laurentius geweiht war.
Seit 1331 gehörte Schönwalde zum neu gegründeten Herzogtum Münsterberg, mit dem es 1336 unter böhmische Lehenshoheit gelangte, die Bolko II. von Münsterberg im selben Jahr im Vertrag von Straubing anerkannte.
Nach dem Ersten Schlesischen Krieg fiel Schönwalde wie fast ganz Schlesien 1742 an Preußen. Nachdem 1810 das Kloster Heinrichau der Säkularisation zum Opfer gefallen war, gelangte Schönwalde später an den General Karl Friedrich von Steinmetz und nach weiteren Besitzerwechseln Ende des 19. Jahrhunderts an die Grafen Strachwitz, die es mit ihrem Majorat Peterwitz verbanden. Während des Baus der Festung Silberberg wohnte der preußische König Friedrich II. einige Zeit in Schönwalde. Am Bau der Festung musste sich die Bevölkerung von Schönwalde mit zahlreichen Hand- und Spanndiensten beteiligen. Während des Vierten Koalitionskriegs wurde das Oberdorf von Schönwalde im Feldzug von 1807 in Brand geschossen und das Unterdorf vom Feind besetzt. Bei den Misshandlungen wurde der Gutsbesitzer Welzel, der zugleich Gemeindevorsteher war, getötet. Zum Gedenken an ihn ließ der Heinrichauer Abt Markus Welzel, ein Bruder des Getöteten, im Hof des Familienanwesens eine Säule errichten.
Nach der Neugliederung Preußens gehörte Schönwalde seit 1815 zur Provinz Schlesien und war ab 1818 dem Kreis Frankenstein in Schlesien eingegliedert, mit dem es bis 1945 verbunden blieb. Seit 1874 bildete die Landgemeinde Schönwalde einen Amtsbezirk, zu dem auch die Landgemeinden Herzogswalde und Raschgrund sowie die Gutsbezirke Herzogswalde, Forst, Raschgrund und Schönwalde gehörten. 1939 wurden in Schönwalde 1466 Einwohner gezählt.
Als Folge des Zweiten Weltkriegs fiel Schönwalde 1945 wie fast ganz Schlesien an Polen. Es wurde zunächst in „Rokitnice“ umbenannt. Die deutsche Bevölkerung wurde, soweit sie nicht vorher geflohen war, weitgehend vertrieben. Die neu angesiedelten Bewohner waren teilweise Zwangsumgesiedelte aus Ostpolen, das an die Sowjetunion gefallen war. 1948 wurde der Ortsname „Budzów“ eingeführt. Von 1975 bis 1998 gehörte Budzów zur Woiwodschaft Wałbrzych (deutsch: Waldenburg).

## Sehenswürdigkeiten
- Die 1283 erwähnte St.-Laurentius-Kirche (Kościół parafialny św. Wawrzyńca) wurde 1682 im Stil des Barock umgebaut und erweitert.[4] Zu ihr waren Herzogswalde (Żdanów), Harthe (Budzów-Kolonia) und Raschgrund (Jemna) eingepfarrt.
- Das ehemalige Schloss der Äbte von Heinrichau wurde unter Abt Heinrich Kahlert Ende des 17. Jahrhunderts errichtet. Heute dient es als Schulgebäude.

## Persönlichkeiten
- Markus Welzel OCist (1729–1792), Abt der Zisterzienserklöster Heinrichau und Zirc in Ungarn
- Robert Herzog (1823–1886), Bischof von Breslau